# Planguenoual
Planguenoual (bretonisch: Plangonwal) ist eine Ortschaft und eine ehemalige französische Gemeinde mit 2.213 Einwohnern (Stand 1. Januar 2022) im Département Côtes-d’Armor in der Region Bretagne. Sie gehörte zum Arrondissement Saint-Brieuc und zum Kanton Lamballe.
Mit Wirkung vom 1. Januar 2019 wurde die bisherige Commune nouvelle Lamballe mit den Gemeinden Morieux und Planguenoual fusioniert und dadurch eine neue Commune nouvelle mit dem Namen Lamballe-Armor gebildet. Alle ehemaligen Gemeinden erhielten in der neuen Gemeinde den Status einer Commune déléguée. Der Verwaltungssitz befindet sich im Ort Lamballe.

## Geographie
Umgeben wird Planguenoual von Pléneuf-Val-André im Norden, von Quintenic im Osten, von Andel im Süden, von Morieux im Südwesten und vom Ärmelkanal im Westen.

## Bevölkerungsentwicklung
| 1962  | 1968  | 1975  | 1982  | 1990  | 1999  | 2008  | 2012  |
| 1.409 | 1.461 | 1.431 | 1.562 | 1.518 | 1.550 | 1.840 | 2.137 |

## Sehenswürdigkeiten
- Taubenturm Manoir de Vaujoyeux (Monument historique)